# Электра (плеяда)
Эле́ктра (др.-греч. Ἠλέκτρα, позднелат. Electra; иногда Электриона) — в древнегреческой мифологии одна из Плеяд. Дочь Атланта и Плейоны.
Возлюбленная Зевса, родившая ему детей: Дардана, основателя Троянского царства и родоначальника династии Дарданидов, Иасиона (либо Ээтиона). По некоторым авторам, их дочерью была также Гармония, супруга Кадма, основателя Фив (по другим авторам, Гармония — приёмная дочь Электры). Когда Электра, подвергаясь насилию, прибегла к защите Палладия, Зевс низверг Палладий вместе с Атой на землю Илиона.
Легенды об Электре приурочивались к острову Самофракии, получившему название «острова Электры», где, по преданию, Зевс вступил с Электрой в связь. Речка Электра была в Мессении.
Стала звездой, но звезда светит слабо, так как потеряла Трою. Глядя на павшую Трою, она сошла с небес.